# 亚历山大·特瓦尔多夫斯基
亚历山大·特里丰诺维奇·特瓦尔多夫斯基（羅馬化：Aleksandr Trifonovich Tvardovskiy；1910年6月21日—1971年12月18日），苏联诗人、作家、记者。曾任《新世界》主编，是苏联“解冻时代”文坛上力主改革的代表人物。他在担任主编时收到了亚历山大·索尔仁尼琴的作品《伊凡·杰尼索维奇的一天》的投稿，力主将其出版，使索尔仁尼琴从此登上文坛。

## 作品
- 《瓦西里·焦尔金》（1941－1945年）
- 《路旁人家》（1946年）
- 《山外青山天外天》（1953－1960年）
- 《焦尔金游地府》（1954－1963年）
- 《近年抒情诗抄》（1959－1967年）